# قابوق ألني
قابوق ألني (الاسم العلمي:Ceiba allenii) هو نوع من النباتات يتبع جنس القابوق من الفصيلة الخبازية.